# Praliné
Praliné (ook pralinépasta) is een zoet voedselproduct dat als vulling gebruikt wordt in chocoladerepen en pralines (chocoladebonbons) bestaande uit noten (amandelen en/of hazelnoten of zelfs geroosterde cashewnoten), gekookte suiker, een beetje vanille en cacao en/of cacaoboter.
In België kende het product een sterk toegenomen bekendheid toen voedingsproducent Côte d'Or naar aanleiding van Expo 58 het nieuwe product Dessert 58 uitbracht, een chocoladereep gevuld met praliné. Deze reep is in Nederland bekend als BonBonBloc.